# Championnat d'Oman de football 2017-2018
Navigation
Saison précédente Saison suivante
La saison 2017-2018 du Championnat d'Oman de football est la quarante-deuxième édition de la première division au sultanat d'Oman, l'Oman League. Elle rassemble les quatorze meilleurs clubs du pays au sein d'une poule unique où ils s'affrontent à deux reprises, à domicile et à l'extérieur. En fin de saison, les deux derniers du classement sont relégués et remplacés par les deux meilleurs clubs de deuxième division tandis que le 12e affronte le 3e de D2 en barrage de promotion-relégation.
C'est Al-Suwaiq Club qui remporte la compétition cette saison après avoir terminé en tête du classement final, avec 21 points d’avance sur Al-Shabab Seeb. C'est le quatrième titre de champion d'Oman de l’histoire du club.

## Les clubs participants
- Al-Suwaiq Club
- Sohar Club
- Dhofar Club
- Salam Club - Promu de D2
- Al-Shabab Seeb
- Oman Club
- Saham Club
- Fanja Club
- Mascate Club
- Al Oruba Sur
- Al Nasr Salalah
- Mirbat SC - Promu de D2
- Al Nahda Club
- Al Mudhaibi SC - Promu de D2

## Compétition
Le barème de points servant à établir le classement se décompose ainsi :
- Victoire : 3 points
- Match nul : 1 point
- Défaite : 0 point

### Classement
| Rang | Équipe           | Pts | J  | G  | N  | P  | Bp | Bc | Diff |
| ---- | ---------------- | --- | -- | -- | -- | -- | -- | -- | ---- |
| 1    | Al-Suwaiq Club   | 63  | 26 | 20 | 3  | 3  | 50 | 25 | +25  |
| 2    | Al-Shabab Seeb   | 42  | 26 | 12 | 6  | 8  | 32 | 30 | +2   |
| 3    | Al Nahda Club    | 37  | 26 | 9  | 10 | 7  | 41 | 34 | +7   |
| 4    | Al Nasr SalalahC | 35  | 26 | 9  | 8  | 9  | 28 | 26 | +2   |
| 5    | Al Oruba Sur     | 34  | 26 | 9  | 7  | 10 | 22 | 26 | -4   |
| 6    | Dhofar ClubT     | 33  | 26 | 9  | 6  | 11 | 34 | 31 | +3   |
| 7    | Saham Club       | 33  | 26 | 8  | 9  | 9  | 36 | 35 | +1   |
| 8    | Sohar Club       | 33  | 26 | 9  | 6  | 11 | 37 | 42 | -5   |
| 9    | Mascate Club     | 33  | 26 | 8  | 9  | 9  | 34 | 39 | -5   |
| 10   | Mirbat SCP       | 32  | 26 | 10 | 2  | 14 | 35 | 47 | -12  |
| 11   | Oman Club        | 31  | 26 | 6  | 13 | 7  | 31 | 27 | +4   |
| 12   | Fanja Club       | 31  | 26 | 8  | 7  | 11 | 33 | 34 | -1   |
| 13   | Al Mudhaibi SCP  | 31  | 26 | 9  | 4  | 13 | 26 | 34 | -8   |
| 14   | Salam ClubP      | 30  | 26 | 8  | 6  | 12 | 25 | 34 | -9   |

|  | Qualification pour la Coupe de l'AFC 2019                            |
|  | Participation au barrage de promotion-relégation                     |
|  | Relégation directe en deuxième division                              |
|  | T : Tenant du titre C : Vainqueur de la Coupe d'Oman P : Promu de D2 |

## Bilan de la saison
| Championnat d'Oman de football 2017-2018                        |                           |
| Champion                                                        | Al-Suwaiq Club (4e titre) |
| Coupes et trophées                                              |                           |
| Vainqueur de la Coupe d'Oman 2017-2018                          | Al Nasr Salalah           |
| Qualifications continentales                                    |                           |
| Coupe de l'AFC 2019                                             | Al-Suwaiq Club            |
| Coupe de l'AFC 2019 (tour préliminaire)                         | Al Nasr Salalah           |
| Promotions et relégations                                       |                           |
| Promus en Oman League                                           | Majees SC                 |
| Promus en Oman League                                           | Sur Club                  |
| Promus en Oman League                                           | Al-Rustaq                 |
| Relégués en Championnat d'Oman de football de deuxième division | Fanja Club                |
| Relégués en Championnat d'Oman de football de deuxième division | Al Mudhaibi SC            |
| Relégués en Championnat d'Oman de football de deuxième division | Salam Club                |